# A stylist (film)
A stylist (eredeti cím: Personal Shopper) 2016-ban bemutatott francia–belga–cseh–német film, amelyet Olivier Assayas rendezett.
A forgatókönyvet Olivier Assayas írta. A producere Charles Gillibert. A főszerepekben Kristen Stewart, Lars Eidinger, Sigrid Bouaziz, Anders Danielsen Lie, Ty Olwin, Hammou Graia, Nora von Waldstatten, Benjamin Biolay, Audrey Bonnet és Pascal Rambert láthatóak. A film gyártója a CG Cinéma, a Vortex Sutra, a Detailfilm, a Sirena Film, az Arte France Cinéma, az Arte Deutschland/WDR, a Canal+ és Ciné+, forgalmazója a Les Films du Losange. Műfaja thriller film és misztikus film. 
Franciaországban és Belgiumban 2016. december 14-én, Németországban 2017. január 19-én, Csehországban 2017. április 27-én mutatták be a mozikban.

## Szereplők
| Szereplő              | Színész              | Magyar hang     |
| --------------------- | -------------------- | --------------- |
| Maureen Cartwright    | Kristen Stewart      | Csuha Bori      |
| Ingo                  | Lars Eidinger        | Király Adrián   |
| Kyra                  | Nora Waldstätten     | Mohácsi Nóra    |
| Erwin                 | Anders Danielsen Lie | Sörös Miklós    |
| Lara                  | Sigrid Bouaziz       | Kis-Kovács Luca |
| Gary                  | Ty Olwin             | Szabó Andor     |
| Cassandre             | Audrey Bonnet        | Bárány Virág    |
| Jérôme                | Pascal Rambert       | Bor László      |
| Rendőr                | Hammou Graia         | Papucsek Vilmos |
| Victor Hugo           | Benjamin Biolay      | TBA             |
| Chanel                | Aurélia Petit        | Téglás Judit    |
| Recepciós             | Mickaël Laplack      | Molnár Kristóf  |
| Iris                  | TBA                  | Bessenyei Emma  |
| Helmut                | TBA                  | Fehér Péter     |
| Ügyvéd                | TBA                  | Bordás János    |
| Eladónő               | TBA                  | Grúber Zita     |
| Pacák                 | TBA                  | Szrna Krisztián |
| További magyar hangok |                      |                 |
| Pupos Tímea           |                      |                 |